# Каттлея фиолетовая
Каттлея фиолетовая или Каттлея виолация (лат. Cattleya violacea) — многолетнее травянистое растение семейства Орхидные.

## Синонимы
По данным Королевских ботанических садов в Кью:
- Cymbidium violaceum Kunth, 1816
- Epidendrum violaceum (Kunth) Rchb.f. in W.G.Walpers, 1861
- Cattleya schomburgkii Lodd. ex Lindl., 1838
- Cattleya superba M.R.Schomb. ex Lindl., 1838
- Cattleya odoratissima P.N.Don, 1840
- Epidendrum superbum (M.R.Schomb. ex Lindl.) Rchb.f., 1862
- Cattleya superba var. splendens Lem., 1869
- Cattleya superba var. alba Rolfe, 1890
- Cattleya superba var. wellsiana auct., 1894
- Cattleya superba var. ashworthii auct., 1895
- Cattleya violacea var. huebneri Schltr., 1925
- Cattleya violacea var. alba (Rolfe) Fowlie, 1977
- Cattleya violacea var. splendens (Lem.) Fowlie, 1977
- Cattleya violacea var. ashworthii (auct.) Braem, 1984
- Cattleya violacea var. wellsiana (auct.) Braem, 1984
- Cattleya violacea f. alba (Rolfe) Christenson, 1996

## Этимологияи история описания
Видовое название violacea образовано от латинского слова viola, ae, которое переводится, как фиалка, фиолетовый. Название отражает общий тон цветков этого вида.
Вид не имеет устоявшегося русского названия, в русскоязычных источниках чаще используется научное название Cattleya violacea.
Английское название — Violet Cattleya.
Cattleya violacea найдена известным ботаником и путешественником Александром фон Гумбольдтом на берегу реки Ориноко вблизи границ Бразилии, Венесуэлы и Колумбии и описана Карлом Кунтом в 1816 году, как Cymbidium violeacum. 

## Ареал, экологические особенности

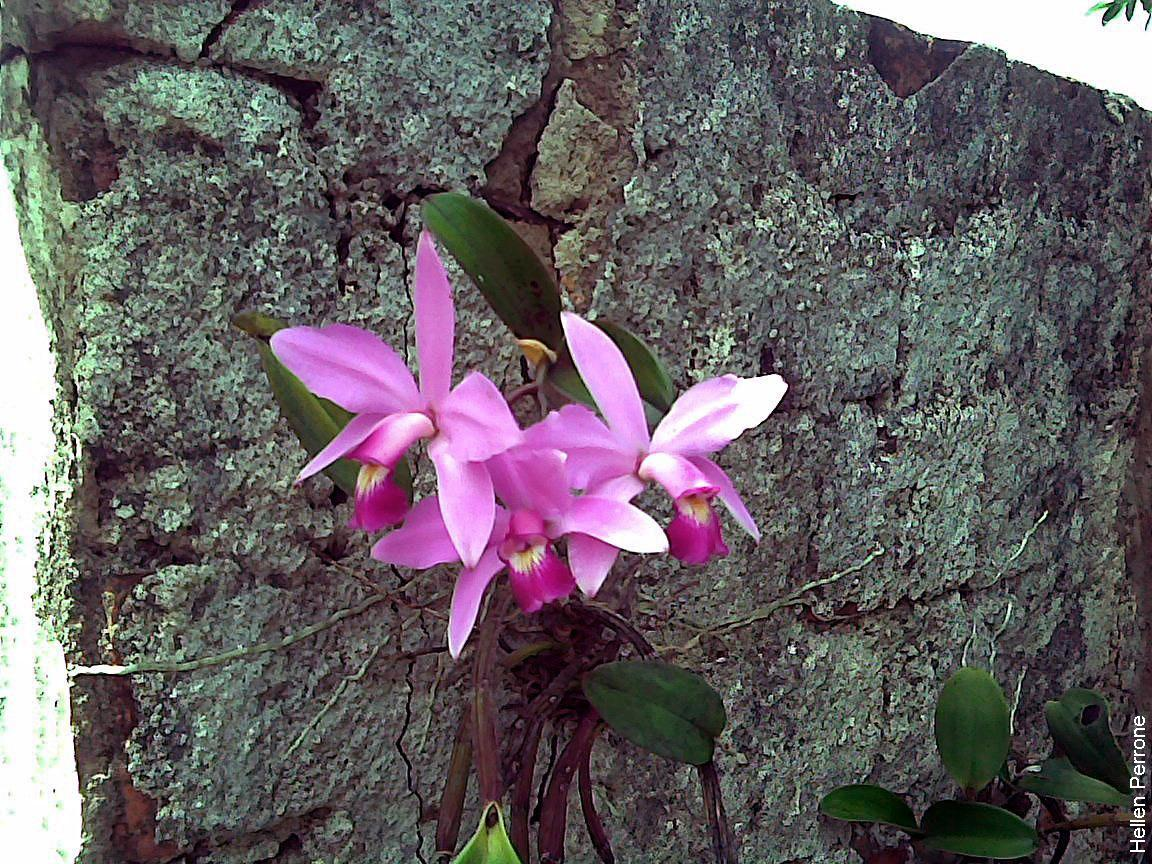
Cattleya violacea

Колумбия, Венесуэла, Гайана, Бразилия, Боливия, Перу и Эквадор.
Эпифит, реже литофит в тропических лесах вблизи водоемов на высотах от 200 до 700 метров над уровнем моря. Цветение в конце весны — начале лета.
Cattleya violacea входит в Приложение II Конвенции CITES.
 Цель Конвенции состоит в том, чтобы гарантировать, что международная торговля дикими животными и растениями не создаёт угрозы их выживанию. Приложение включает все виды, которые в данное время хотя и не обязательно находятся под угрозой исчезновения, но могут оказаться под такой угрозой, если торговля образцами таких видов не будет строго регулироваться в целях недопущения такого использования, которое несовместимо с их выживанием; а также другие виды, которые должны подлежать регулированию для того, чтобы над торговлей образцами некоторых видов из первого списка мог быть установлен эффективный контроль.

## Биологическое описание

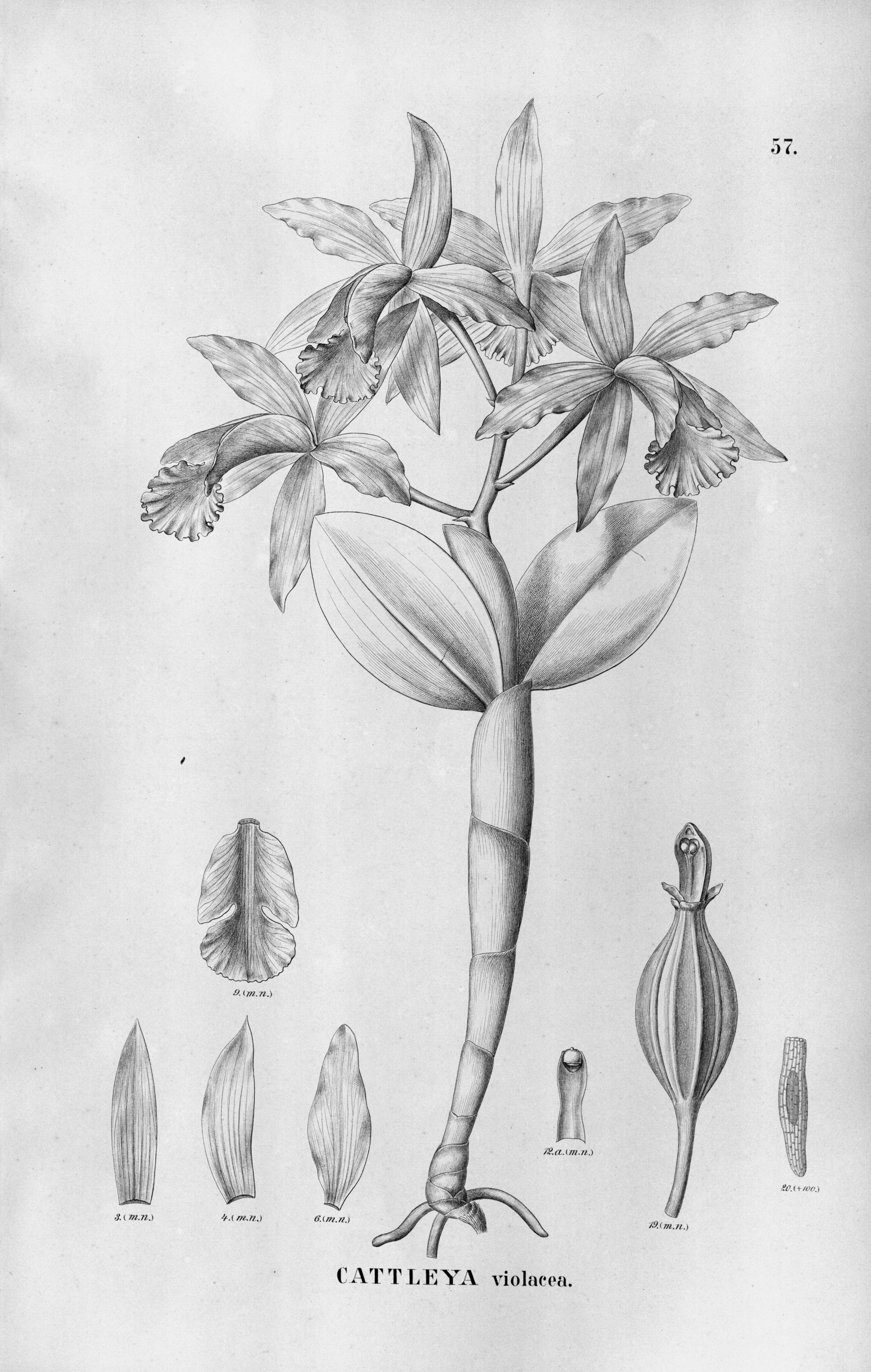
Cattleya violacea
Ботаническая иллюстрация из книги "Flora Brasiliensis" vol. 3 pt. 5 tab. 57. 1898-1902 г.

Симподиальные растения средних размеров. 

Псевдобульбы двулистные, 15-30 см длиной.

Листья овальные, до 12 см длиной.

Цветоносы около 8 см длиной, кистеобразные, несут 3-7 цветков.

Цветки розово-пурпурные, ароматные, с приятным интенсивным запахом утром и вечером, около 13 см в диаметре. Долго не увядающие. Губа более темная, пурпурно-фиолетовая. В культуре помимо обычных распространены формы с различной окраской цветков.

## В культуре
Cattleya violacea считается трудным в культуре видом. 

Температурная группа — теплая.
Посадка на блок из коры сосны или пробкового дуба, или в горшок или корзинку для эпифитов с субстратом из сосновой коры средней или крупной фракции. При посадке на блок в период вегетации растения поливают ежедневно, в жаркую погоду несколько раз в день. Субстрат после полива должен полностью просыхать. Для полива лучше использовать воду прошедшую очистку методом обратного осмоса.
Период покоя выражен слабо.
Относительная влажность воздуха 60-90%.
Освещение: прямой солнечный свет в первой и второй половине дня с легким притенением в середине дня при интенсивном движении воздуха. 
Подкормки только в период активной вегетации комплексным удобрением для орхидей в минимальной концентрации 1-3 раза в месяц.
Один из известных коллекционеров позапрошлого века Уильямс писал, что данный вид требует обильного полива круглый год и больше тепла, чем другие виды каттлей; посадку лучше осуществлять на блок из дерева или в корзину с живым мхом.